# Dead Rising 2
Dead Rising 2 és un videojoc d'acció que apareixerà en Xbox 360, PC i PlayStation 3. El joc està desenvolupat per la companyia canadenca Blue Castle Games i produït per Keiji Inafune. Originalment s'anava a lliurar a inicis del 2010, però el llançament del joc ha sigut posposat fins al 31 d'agost del 2010 per les plataformes de Xbox 360, PlayStation 3, i Microsoft Windows.

## Història
De moment poc se sap de la història de la segona part d'aquest aclamat títol de morts vivents. L'acció es traslladarà a Fortune City, una ciutat fictícia a l'estil Las Vegas. Els fets transcorren uns anys després de la tragèdia de Willamette (Dead Rising I). Des de llavors el virus no s'ha pogut contenir i en alguns punts dels Estats Units els zombis caminen pels carrers.
En aquesta segon llançament el protagonista no serà Frank West, sinó un nou personatge ros que serà Chuck Greene, motociclista i vestit amb una jaqueta groga, la missió de la qual serà trobar a la seua filla.
L'important és que en aquest segon títol de la saga tindrem la capacitat de poder disputar joc en mode multijugador i podrem combinar armes per a crear altres més poderoses, en alguns casos solament, també hauríem de realitzar una sèrie de proves. Una d'elles consistirà en una espècie de pinball en la qual hem de matar el major nombre de zombis possibles.
Una altra consisteix a utilitzar motos amb serres mecàniques lligades als extrems del manillar, l'objectiu del qual serà eliminar el major nombre de zombis possibles.
Un altre consistirà a posar-se una sèrie de "barrets trituradors" que s'encarregaran de rebentar el cap dels zombis. El qual més caps elimine, serà el vencedor.
I finalment, el personatge del videojoc segons el jugador, amb una espècie de casc amb afilades fulles hem de matar als zombis per aire amb l'objectiu que caiga en una espècie de tapís, que et donarà punts segons el pes, i quan el jugador veja que vol reiniciar la seua onada de zombies, deurà prémer un botó.

## Gràfics
Només s'han pogut veure unes poques imatges del joc que deixen constància que seguirà el deixant de la primera part. Aquesta vegada els zombis seran més detallats i variats respecte a la primera part i seguirem tenint oportunitat d'usar tots els objectes disponibles en pantalla per a plantar cara a l'amenaça zombi.
Encara que també ens parla de la pel·lícula japonesa Shibyou Gosen Dead Rising que tracta sobre l'aclamat joc Dead Rising.